# Saussurea kaschgarica
Saussurea kaschgarica là một loài thực vật có hoa trong họ Cúc. Loài này được Rupr. miêu tả khoa học đầu tiên năm 1869.